# Mačina
Mačina (cyr. Мачина) – wieś w Serbii, w okręgu toplickim, w mieście Prokuplje. W 2011 roku liczyła 48 mieszkańców.